# 京島
京島（きょうじま）は、東京都墨田区の町名。住居表示実施済み。現行行政地名は京島一丁目から京島三丁目。郵便番号は131-0046（集配局 : 向島郵便局）。

## 地理

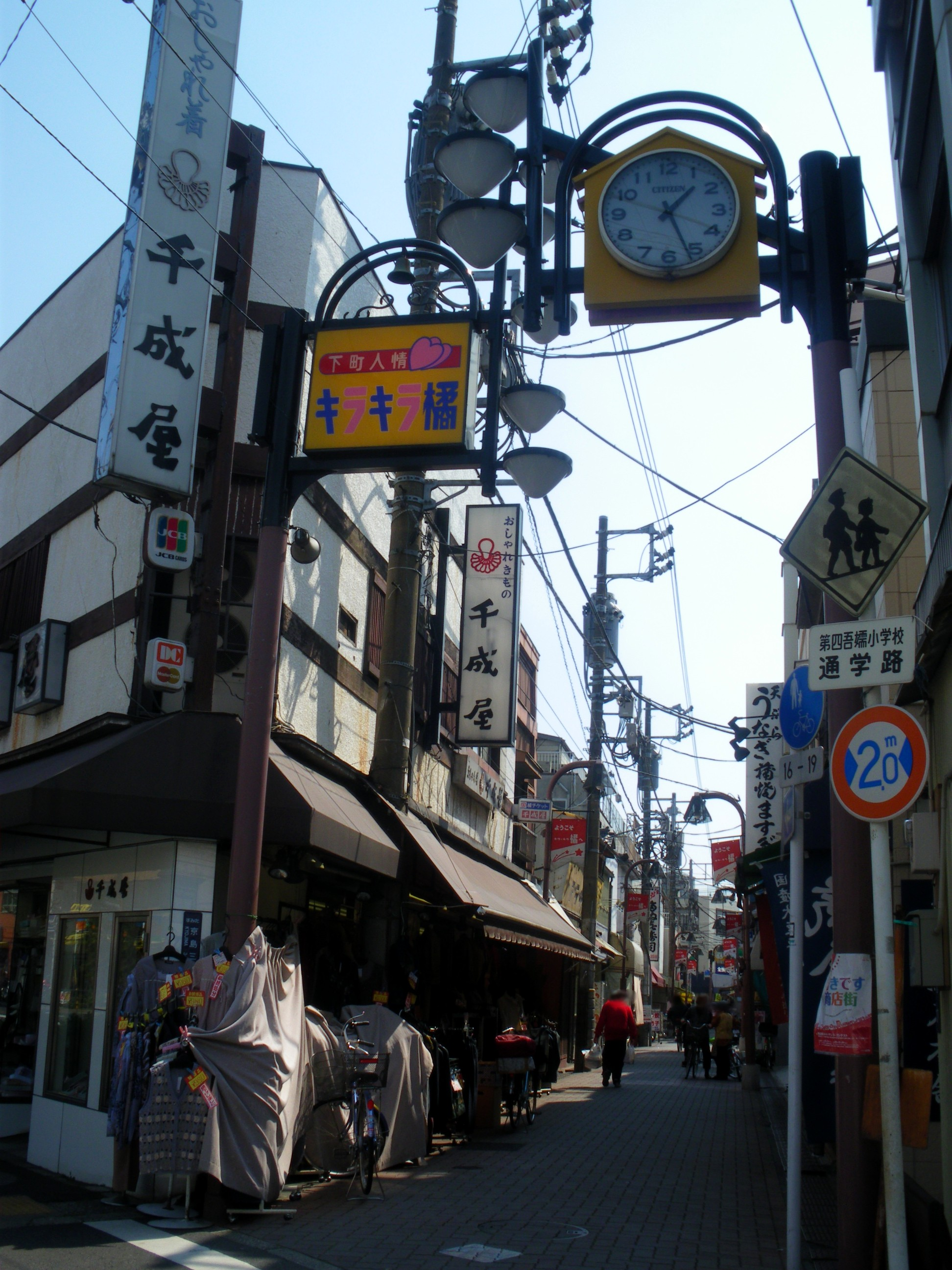
キラキラ橘商店街(京島三丁目)

京島は墨田区の地理的中央部に位置する。墨田区役所の東北東約1.8kmに当たる。北東で八広、南東で文花、南で押上、北西で東向島と隣接する。町域の北東辺を明治通り、北西辺を曳舟川通り、南東辺を十間橋通り、南辺を鉄道路線の東武亀戸線と接する。また地区中部を八広中央通りが、西部を京成電鉄の鉄道路線が南北に縦走する。
関東大震災および第二次世界大戦時に東京に集中した空襲の被害が少なかったことや地域住民らの取り組みもあって、特に京島二丁目から京島三丁目付近には大正時代からの昭和初期の長屋などが現存されており、古い家屋と町工場が混在している東京下町の古くからの街並みが色濃く残っている地域としても知られている。一方で狭い路地による車の通行の問題や、大規模地震などの災害時の対策も課題となっている。その対策の一環として、現在、京島一丁目では京成押上線連続立体交差工事および京成曳舟駅前地区市街地再開発事業が行われている。この事業によって車道が拡張され、車の通行の問題は解消されることとなる。
なお東京都都市整備局による2018年の評価では、都内の市街化区域5,177町丁目の中で京島二丁目・京島三丁目は、地震に対する建物倒壊危険度がそれぞれワースト1・ワースト2に挙げられている。しかし現時点では京島二丁目・京島三丁目には再開発事業の予定は立っていない。

### 地価
住宅地の地価は、2025年（令和7年）1月1日の公示地価によれば、京島2-19-16の地点で42万1000円/m2となっている。

## 歴史

### 地名の由来
東京の「京」と向島の「島」を合わせた名前から「京島」。

### 沿革
1965年（昭和40年） - 旧：寺島町四丁目、旧：吾嬬町西一丁目、旧：吾嬬町西四丁目の合併により成立。

## 世帯数と人口
2025年（令和7年）3月1日現在（墨田区発表）の世帯数と人口は以下の通りである。
| 丁目       | 世帯数    | 人口     |
| ---------- | --------- | -------- |
| 京島一丁目 | 3,827世帯 | 7,303人  |
| 京島二丁目 | 1,063世帯 | 1,845人  |
| 京島三丁目 | 2,349世帯 | 4,146人  |
| 計         | 7,239世帯 | 13,294人 |

### 人口の変遷
国勢調査による人口の推移。
| 年                 | 人口   |
| ------------------ | ------ |
| 1995年（平成7年）  | 12,336 |
| 2000年（平成12年） | 11,572 |
| 2005年（平成17年） | 10,825 |
| 2010年（平成22年） | 12,234 |
| 2015年（平成27年） | 12,218 |
| 2020年（令和2年）  | 12,684 |

### 世帯数の変遷
国勢調査による世帯数の推移。
| 年                 | 世帯数 |
| ------------------ | ------ |
| 1995年（平成7年）  | 4,846  |
| 2000年（平成12年） | 4,845  |
| 2005年（平成17年） | 4,914  |
| 2010年（平成22年） | 5,876  |
| 2015年（平成27年） | 5,980  |
| 2020年（令和2年）  | 6,297  |

## 学区
区立小・中学校に通う場合、学区は以下の通りとなる（2022年9月時点）。
| 丁目       | 番地                                                | 小学校                 | 中学校             | 備考                                                  |
| ---------- | --------------------------------------------------- | ---------------------- | ------------------ | ----------------------------------------------------- |
| 京島一丁目 | 全域                                                | 墨田区立曳舟小学校     | 墨田区立文花中学校 |                                                       |
| 京島二丁目 | 1〜13番 16〜19番                                    | 墨田区立曳舟小学校     | 墨田区立文花中学校 |                                                       |
| 京島二丁目 | 14〜15番 20〜27番                                   | 墨田区立第四吾嬬小学校 | 墨田区立文花中学校 | 調整区域により以下への変更が可能 ・墨田区立押上小学校 |
| 京島三丁目 | 11〜30番 31番1〜7号 34番1〜3号 35番6〜11号 36〜68番 | 墨田区立第四吾嬬小学校 | 墨田区立文花中学校 |                                                       |
| 京島三丁目 | 1〜10番 31番8〜11号 32〜33番 34番4〜10号 35番1〜5号 | 墨田区立曳舟小学校     | 墨田区立文花中学校 |                                                       |

## 事業所
2021年（令和3年）現在の経済センサス調査による事業所数と従業員数は以下の通りである。
| 丁目       | 事業所数  | 従業員数 |
| ---------- | --------- | -------- |
| 京島一丁目 | 262事業所 | 2,427人  |
| 京島二丁目 | 55事業所  | 168人    |
| 京島三丁目 | 194事業所 | 995人    |
| 計         | 511事業所 | 3,590人  |

### 事業者数の変遷
経済センサスによる事業所数の推移。
| 年                 | 事業者数 |
| ------------------ | -------- |
| 2016年（平成28年） | 559      |
| 2021年（令和3年）  | 511      |

### 従業員数の変遷
経済センサスによる従業員数の推移。
| 年                 | 従業員数 |
| ------------------ | -------- |
| 2016年（平成28年） | 3,452    |
| 2021年（令和3年）  | 3,590    |

## 交通

### 鉄道
- 京成電鉄
  - 押上線：京成曳舟駅
- 東武鉄道
  - 伊勢崎線 / 亀戸線：曳舟駅（在・東向島）

### バス
町域内には、墨田区曳舟文化センター前、明治通り、橘通り、中居堀の停留所がある。
以下の路線があり、東京都交通局の都営バス南千住営業所により運行されている。
- 錦40系統（曳舟川通り）

錦糸町駅 - とうきょうスカイツリー駅 - 墨田区曳舟文化センター前 - 白鬚橋 - 南千住駅東口
- 里22系統（明治通り）

亀戸駅 - 中居堀 - 橘通り - 明治通り - 白鬚橋東 - 大関横丁（都電三ノ輪橋停留場） - 荒川区役所前 - 三河島駅 - 日暮里駅

### 道路
国道
- 6号（水戸街道）

都道
- 306号王子千住夢の島線（明治通り）
- 465号深川吾嬬町線（八広中央通り）

## 施設
- 墨田区曳舟文化センター
- マークフロントタワー曳舟
- 曳舟小学校
- 第四吾嬬小学校
- 藍染博物館
- 墨田京島郵便局
- 墨田京島一郵便局

## ゆかりのある人物
- 三村マサカズ（さまぁ〜ず） - 実家が所在。